# Edy Vásquez
Edy Vásquez, né le 31 octobre 1984 à Tegucigalpa et mort le 12 mai 2007 dans la même ville, est un footballeur hondurien, évoluant en milieu de terrain.

## Biographie
Edy Rafael Vásquez Andrade est né le 31 octobre 1983 et mort le matin du 12 mai 2007 dans un hôpital, à la suite d'un accident de voiture à Tegucigalpa.
Il a joué 63 matchs avec le maillot de Motagua et a marqué 7 buts.
Son premier match était le 3 avril 2004, une défaite (3-2) contre le Real España au Estadio Olímpico Metropolitano à San Pedro Sula.
Son dernier match était le 29 avril 2007, une victoire (1-0) contre le Club Deportivo Marathón.
Son premier but était le 13 mars 2005 (2-1).
Son dernier but fut contre l'Hispano le 5 octobre 2006, à Tegucigalpa.
Une fracture du tibia et du péroné l'a empêché de jouer une bonne partie de la saison 2006–07. Il a joué 3 fois pour l'Équipe du Honduras (dont une sur le banc de touche), appelé pour jouer la Gold Cup 2007 avec le no 16 qu'il utilisait déjà dans son club.
Après sa mort, le club de Motagua a retiré son numéro en son honneur.